# Olvera
Olvera is een gemeente in de Spaanse provincie Cádiz in de regio Andalusië met een oppervlakte van 194 km². In 2007 telde Olvera 8643 inwoners.

## Demografische ontwikkeling
Bron: INE, 1857-2011: volkstellingen